# Storia di Edimburgo

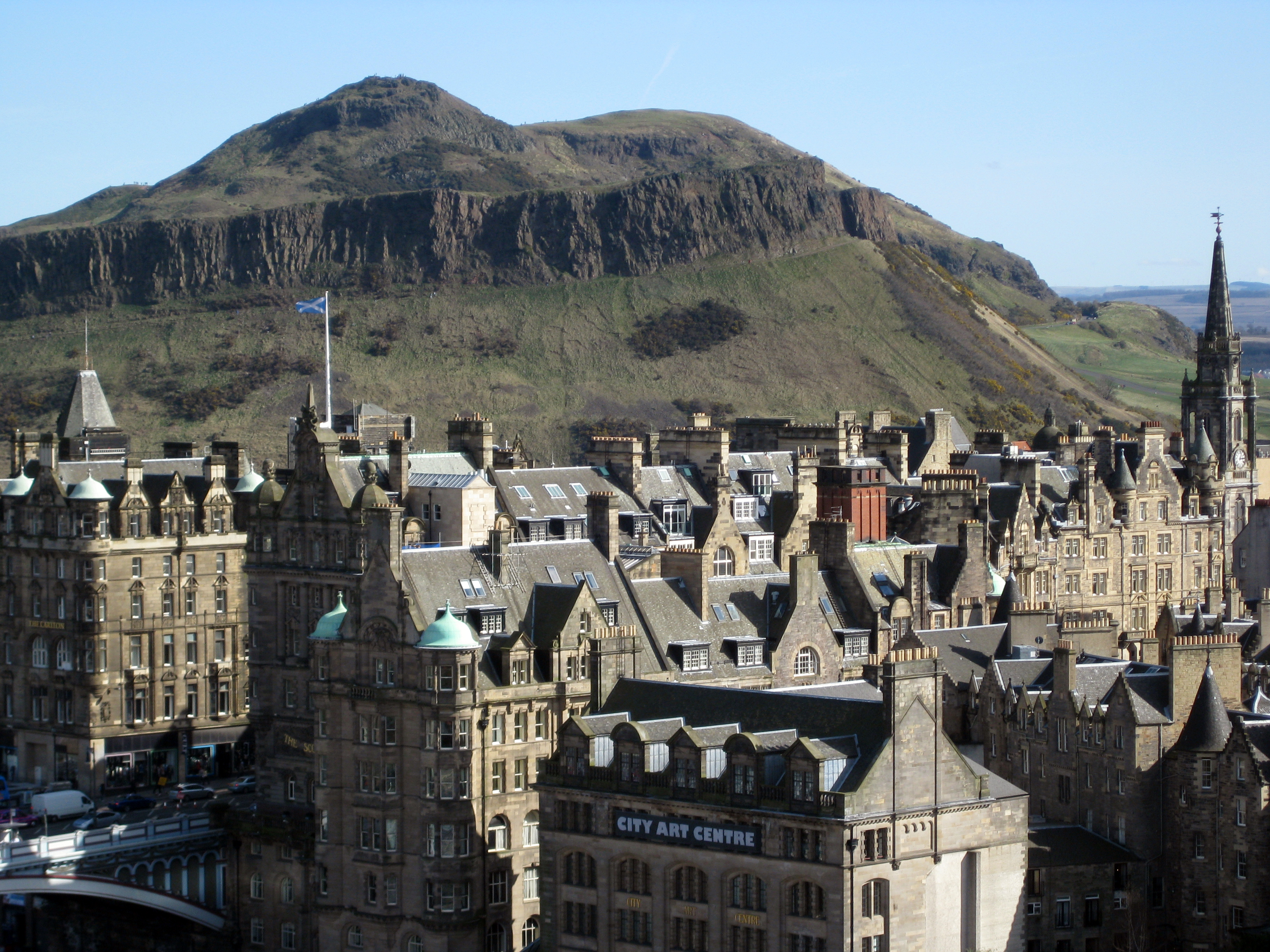
Edimburgo, che mostra Arthur's Seat, uno dei primi siti conosciuti di abitazione umana nell'area

L'area intorno all'odierna Edimburgo è stata abitata da migliaia di anni. Le sue origini come insediamento possono essere fatte risalire all'Alto Medioevo quando nella zona fu insediato un fortilizio, molto probabilmente sulla Rocca del Castello. Dal VII al X secolo fece parte del Regno di Northumbria, divenendo in seguito residenza reale dei re scozzesi. La città che si sviluppò vicino alla roccaforte fu fondata con statuto reale all'inizio del XII secolo e alla metà del XIV secolo veniva descritta come la capitale della Scozia. L'area denominata Città Nuova è stata aggiunta a partire dalla seconda metà del XVIII secolo. Edimburgo era la città più grande della Scozia fino a quando Glasgow non la superò nei primi due decenni del XIX secolo. Dopo la devoluzione scozzese, alla fine del XX secolo, fu istituito a Edimburgo il Parlamento scozzese.

## Origini

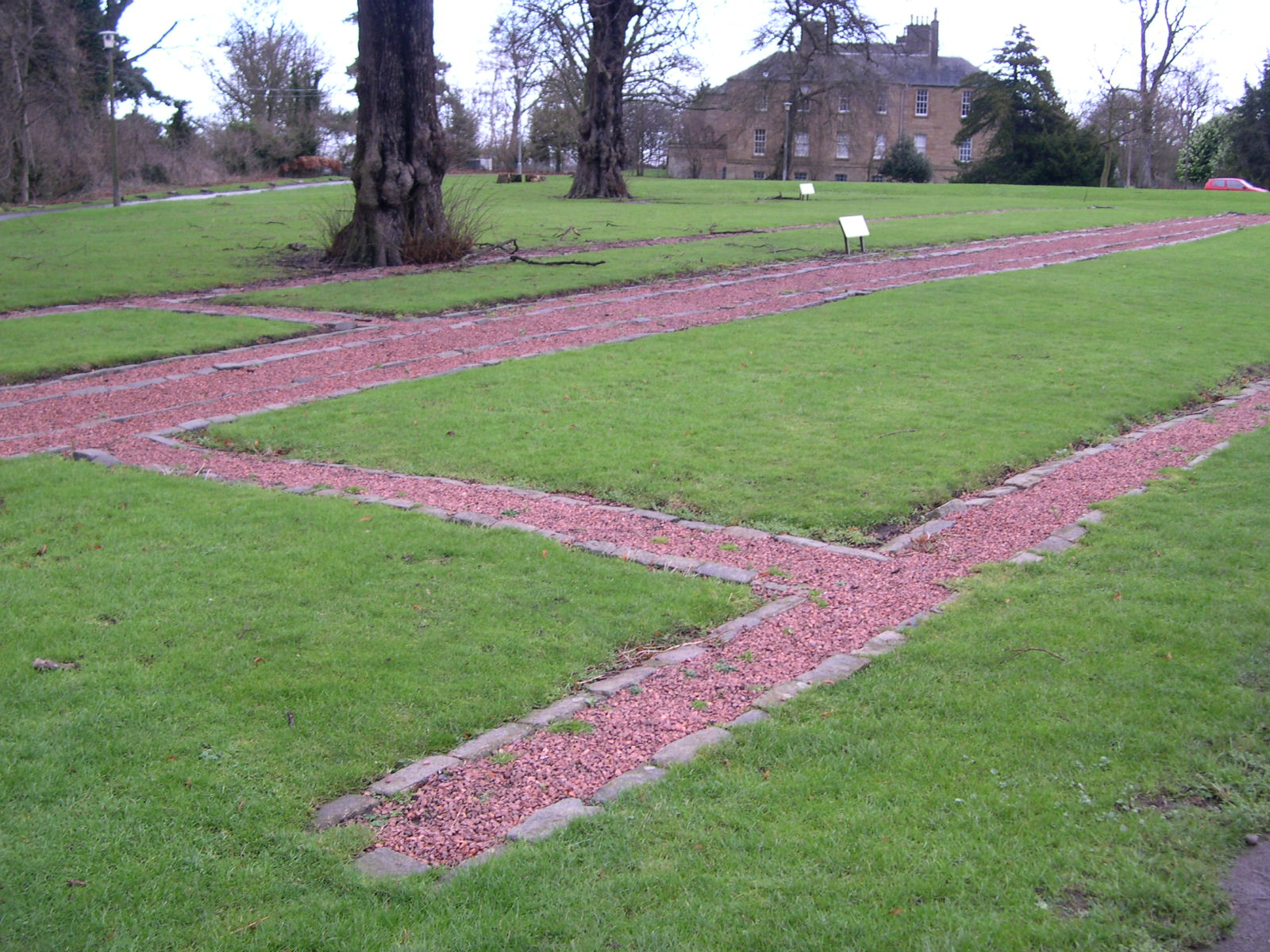
Il sito del forte romano a Cramond.

La prima abitazione umana conosciuta nell'area di Edimburgo proviene da Cramond, dove sono state trovate prove di un sito mesolitico datato all'8500 a.C. circa. Tracce di insediamenti dell'età del bronzo e del ferro sono state trovate a Castle Rock, Arthur's Seat, Craiglockhart Hill e Pentland Hills. La cultura di questi primi abitanti presenta somiglianze con le culture celtiche dell'età del ferro trovate ad Hallstatt e La Tène nell'Europa centrale. Quando i romani arrivarono nell'area del Lothian verso la fine del I secolo, scoprirono una tribù celtica brittonica il cui nome registrarono come Votadini. I romani stabilirono un forte a Cramond, all'interno di quella che in seguito divenne Edimburgo, che collegarono a York con la Strada Romana conosciuta come Dere Street.
Ad un certo punto prima del VII secolo, il Regno dei Gododdin, presunti discendenti dei Votadini, costruì un forte sulla collina noto come Din Eidyn nell'area di Eidyn, l'odierna Edimburgo. Sebbene la posizione esatta del forte non sia stata identificata, sembra più che probabile che avrebbero scelto la posizione dominante di Castle Rock, o Arthur's Seat o Calton Hill. Durante il periodo dei Gododdin, nacque il territorio di Lothian, con Edimburgo come sua principale roccaforte. Intorno all'anno 600, la tradizione gallese riporta che Mynyddog Mwynfawr, il sovrano brittonico del regno di Gododdin, radunò una forza nelle vicinanze di Edimburgo per opporsi ai coloni germanici a sud. Questa forza fu definitivamente sconfitta dagli Angli nella battaglia di Catraeth (probabilmente a Catterick).

## Edimburgo della Northumbria (dal VII al X secolo)

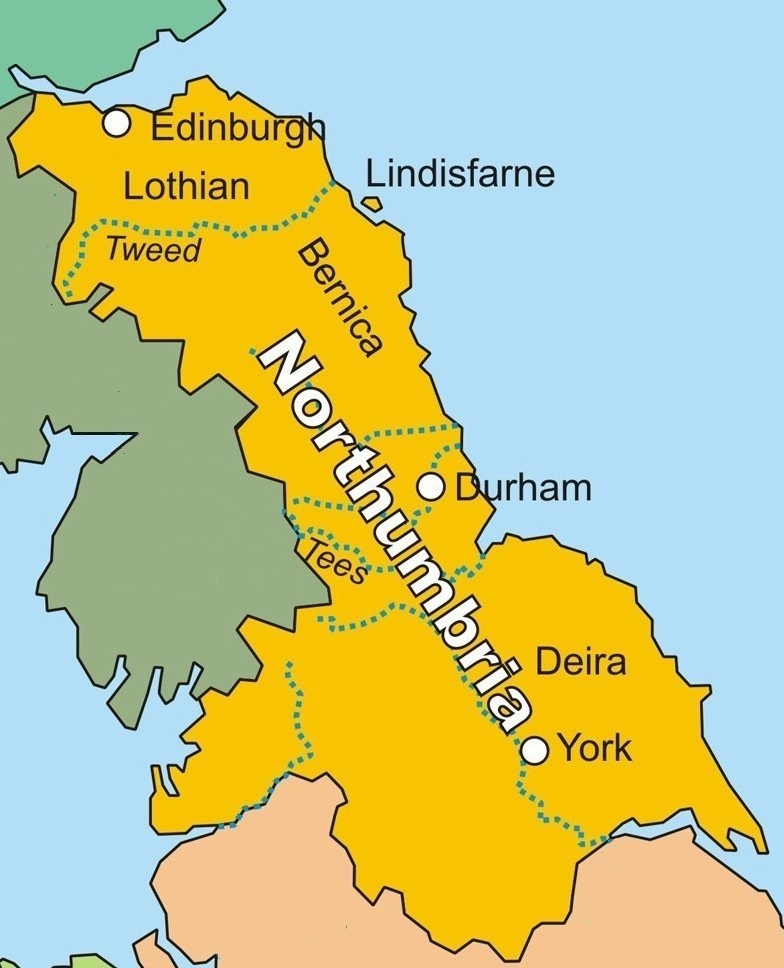
Regno di Northumbria, c. 800

Gli Angli del Regno di Bernicia ebbero un'influenza significativa su quella che sarebbe stata successivamente la Bernicia, la Northumbria e infine il sud-est della Scozia, in particolare dal 638 quando sembra che la roccaforte di Gododdin fosse assediata dalle forze fedeli al re Osvaldo di Northumbria. Indipendentemente dal fatto che questa battaglia segnò o meno il preciso passaggio del controllo sulla fortezza di Etin dai Celti britonici ai Northumbri, fu in questo periodo che la regione di Edimburgo passò sotto il dominio della Northumbria. Negli anni seguenti gli Angli estesero la loro influenza a ovest e a nord di Edimburgo, ma in seguito alla loro sconfitta nella battaglia di Nechtansmere, nel 685, Edimburgo potrebbe essere arrivata a segnare l'estremità nord-occidentale del regno degli Angli. Secondo la Cronaca anglosassone, nel 710 gli Angli combatterono contro i Pitti tra i fiumi Avon e Carron che sfociano nel fiume Forth da sud a circa 32 km a ovest di Edimburgo. Sebbene non esclusiva, l'influenza angliana predominò dalla metà del VII secolo alla metà del X secolo, con Edimburgo come roccaforte di frontiera. Durante questo periodo Edimburgo divenne un luogo dove si parlava l'inglese antico della Northumbria e il suo nome acquisì il suffisso inglese antico, "- burh".
Mentre la storia registra poco sull'Edimburgo della Northumbria, il cronista inglese Simeone di Durham, scrivendo intorno al 1130 e copiando da testi precedenti, menzionò una chiesa a Edwinesburch, nell'854, che passò sotto l'autorità del vescovo di Lindisfarne. Da questo resoconto si è dedotto che vi fosse dunque un insediamento consolidato già verso la metà del IX secolo. È possibile che questa chiesa fosse un'antesignana di quella che sarebbe poi diventata la cattedrale di St Giles o la chiesa di St Cuthbert. Tradizionalmente e meno certamente, si dice che San Cuthbert avesse predicato il Vangelo intorno alla Rocca del Castello nella seconda metà del VII secolo.
Lo sviluppo di una fortezza sulla Castle Rock è avvolto nell'incertezza. È stato suggerito che una roccaforte fu fondata dai Northumbri nel VII secolo, ma le prove archeologiche e storiche sono scarse, tranne per le indicazioni che alla fine del periodo Northumbro di Edimburgo (metà del X secolo) c'era qualche forma di residenza nobiliare sul sito.
Alla fine del IX secolo fu fondato il Danelaw, con sede a York, sulla scia delle incursioni vichinghe in Gran Bretagna. La parte settentrionale della Northumbria fu tagliata fuori dal resto dell'Inghilterra dagli antichi danesi di lingua norrena, indebolendo significativamente ciò che restava del regno. Durante il X secolo la sua parte più settentrionale, che aveva mantenuto il nome brittonico Lothian, passò sotto il dominio del Regno di Scozia. Nel 934 gli Annali di Clonmacnoise riportano che il re inglese Æthelstan, che trascorse molto tempo a imporre la sua autorità sul nord, devastò la Scozia fino a Edimburgo, ma fu costretto a partire senza grandi vittorie. La Cronaca dei re di Alba dell'XI secolo riporta che "oppidum Eden", solitamente identificato come Edimburgo, «fu evacuato e abbandonato agli scozzesi fino ai giorni nostri». Questo è stato letto come indicante che il Lothian fu ceduto al re scozzese Indulf che regnò dal 954 al 962. Da allora in poi Edimburgo rimase generalmente sotto la giurisdizione degli scozzesi.

## Borgo medievale (XI secolo al 1560)

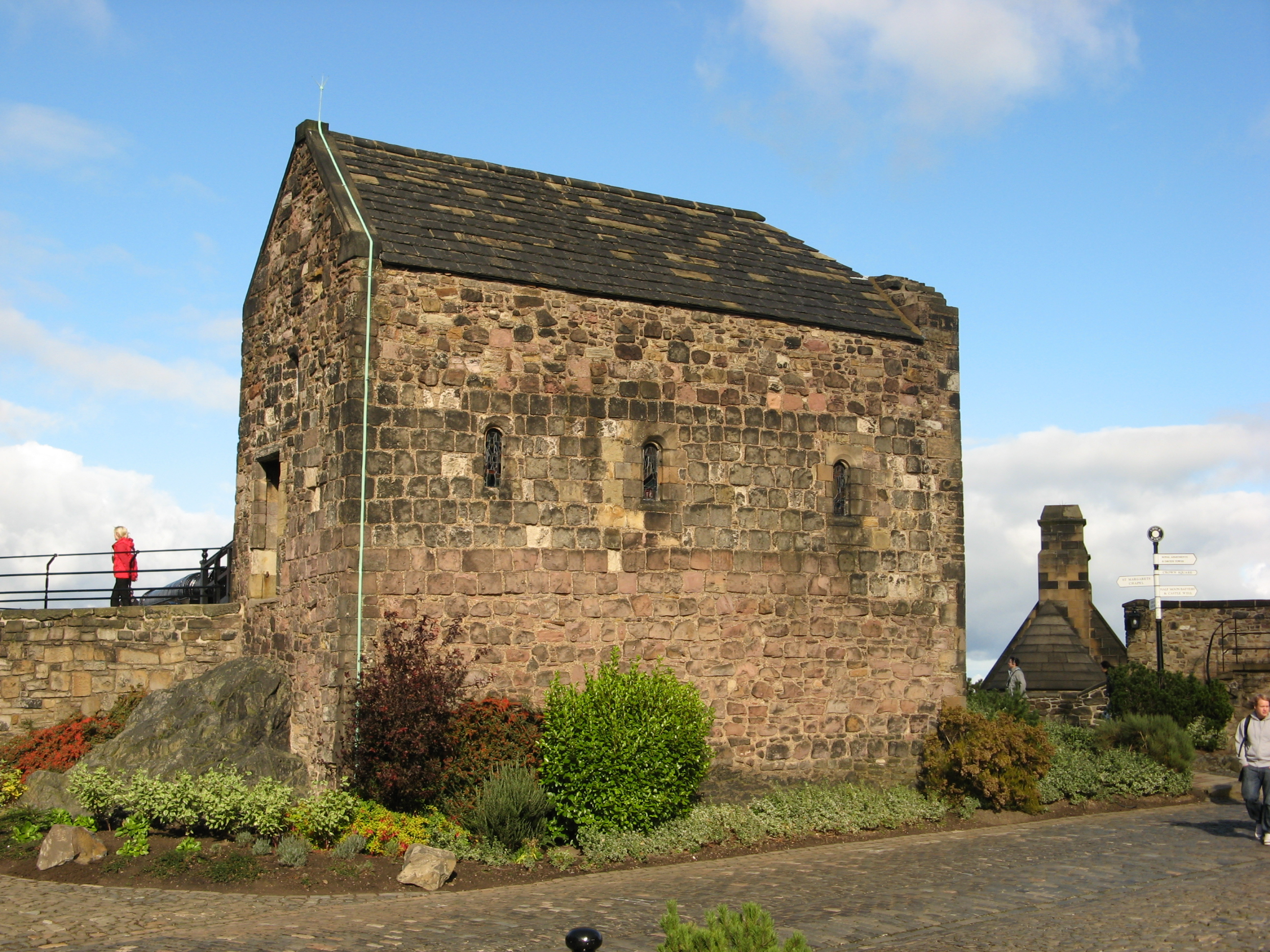
La Cappella di Santa Margherita del XII secolo, il più antico edificio sopravvissuto a Edimburgo.

Nel 973 durante un concilio reale a Chester, il re inglese Edgar il Pacifico concesse formalmente il Lothian a Kenneth II, re di Scozia. La storica Marjorie Anderson sostiene che questo sia stato l'evento chiave per assicurare il dominio scozzese sul Lothian. All'inizio dell'XI secolo la presa scozzese sull'area fu assicurata quando Malcolm II pose fine alla minaccia della Northumbria con la sua vittoria nella battaglia di Carham nel 1018. Mentre Malcolm Canmore mantenne la sua corte e residenza a Dunfermline, a nord del Firth of Forth, iniziò a trascorrere più tempo a Edimburgo dove costruì una cappella per sua moglie Margaret per svolgere le sue devozioni. La Cappella di Santa Margherita all'interno del Castello di Edimburgo è stata tradizionalmente considerata l'edificio più antico di Edimburgo, sebbene la maggior parte degli studiosi ora creda che nella sua forma superstite sia stata più probabilmente costruita dal figlio più giovane di Margaret, David I, in memoria di sua madre.
Sulla scia della devastazione dell'Inghilterra settentrionale (1069-1070), i rifugiati fuggirono dall'Inghilterra settentrionale verso le pianure della Scozia, inclusa Edimburgo.
Nel XII secolo (c.1130), il re David I, stabilì la città di Edimburgo come uno dei primi borghi reali della Scozia, protetto dalla sua fortezza reale, sul pendio sotto la roccia del castello. Ai commercianti venivano assegnate strisce di terreno note come "tofts", allineate lungo entrambi i lati di una lunga strada di mercato, a condizione che costruissero una casa sulla loro terra entro un anno e un giorno. Ogni toft si estendeva dalla strada fino a una diga perimetrale e formava una chiusura privata (dal francese antico clos), che significa un cortile recintato. Un borgo di regalità separato e contiguo, detenuto dall'Abbazia di Holyrood, si sviluppò a est come borgo di Canongate.
Edimburgo fu in gran parte in mano inglese dal 1291 al 1314 e dal 1333 al 1341, durante le Guerre d'indipendenza scozzesi. Il nobile inglese Lord Basset fu nominato governatore del castello di Edimburgo nel 1291. Quando gli inglesi invasero la Scozia, nel 1298, il re Edoardo I scelse di non entrare nella città di Edimburgo controllata dagli inglesi, ma passò con il suo esercito.

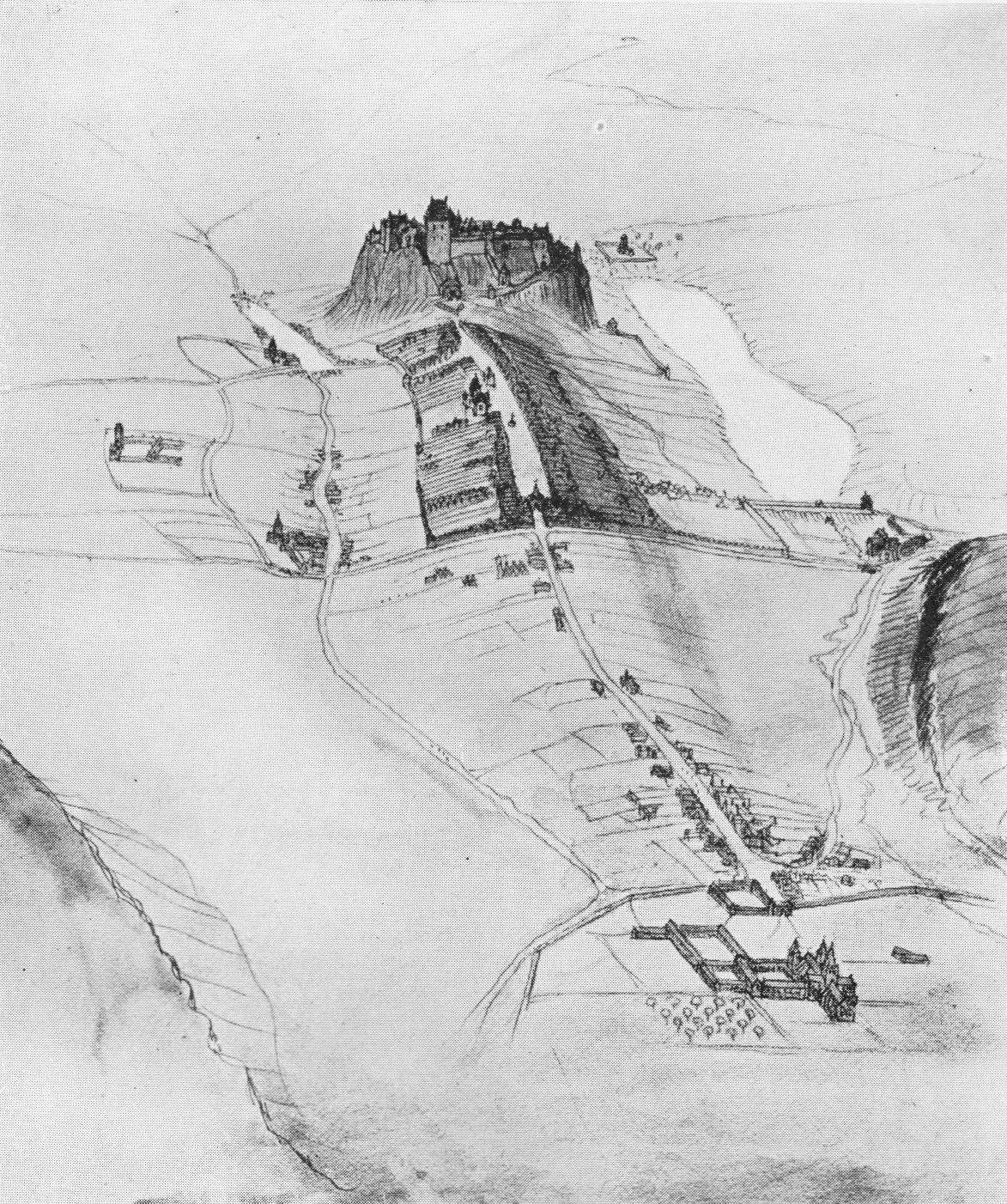
Veduta ricostruita dell'Edimburgo del XV secolo

Nel 1334, Edward Balliol, il pretendente al trono scozzese sostenuto dall'Inghilterra, concesse ad Edoardo III vaste porzioni della Scozia meridionale, inclusa Edimburgo come parte del Trattato di Newcastle Dopo la perdita del principale porto commerciale della Scozia, Berwick, a causa dell'occupazione inglese nel 1330, la maggior parte del redditizio commercio di esportazione del regno, relativo a pelli, pellami e soprattutto lana, fu instradato attraverso Edimburgo e il suo porto di Leith. Verso la metà del XIV secolo, durante il regno di Davide II, il cronista francese Jean Froissart descrisse la città di circa 400 abitazioni come "la Parigi di Scozia" (1365 circa). Il re scozzese Giacomo II fu "nato, incoronato, sposato e sepolto nell'Abbazia di Holyrood", e Giacomo III descrisse Edimburgo in uno dei suoi statuti come "il principale borgo del nostro regno" (principalior burgus regni nostri). Con il regno di Giacomo V la valutazione di Edimburgo per la tassazione a volte eguagliava le cifre combinate per i successivi tre borghi nel regno; la sua proporzione della tassazione borghese totale pari a un quinto o un quarto e la sua dogana totale a metà o più. Nonostante la distruzione totale segnalata dai contemporanei all'epoca dell'Incendio di Edimburgo, nel 1544, la città si riprese lentamente con la sua popolazione di borghesi mercanti e artigiani che continuavano a servire i bisogni della corte reale e della nobiltà. I mestieri incorporati erano i cordiners (calzolai), i cappellai, i webster (tessitori), i martellatori (fabbri e lorimer, cioè i lavoratori del cuoio), gli scuoiatori, i carnai (macellai), i bottai, i wrights, i muratori, i waulkers, i sarti, i barbieri-chirurghi, i baxter (fornai) e i produttori di candele. Con l'aumento delle tasse imposte dal borgo, alcuni di questi mestieri si trasferirono nei sobborghi oltre i confini della città nel XVI e XVII secolo.

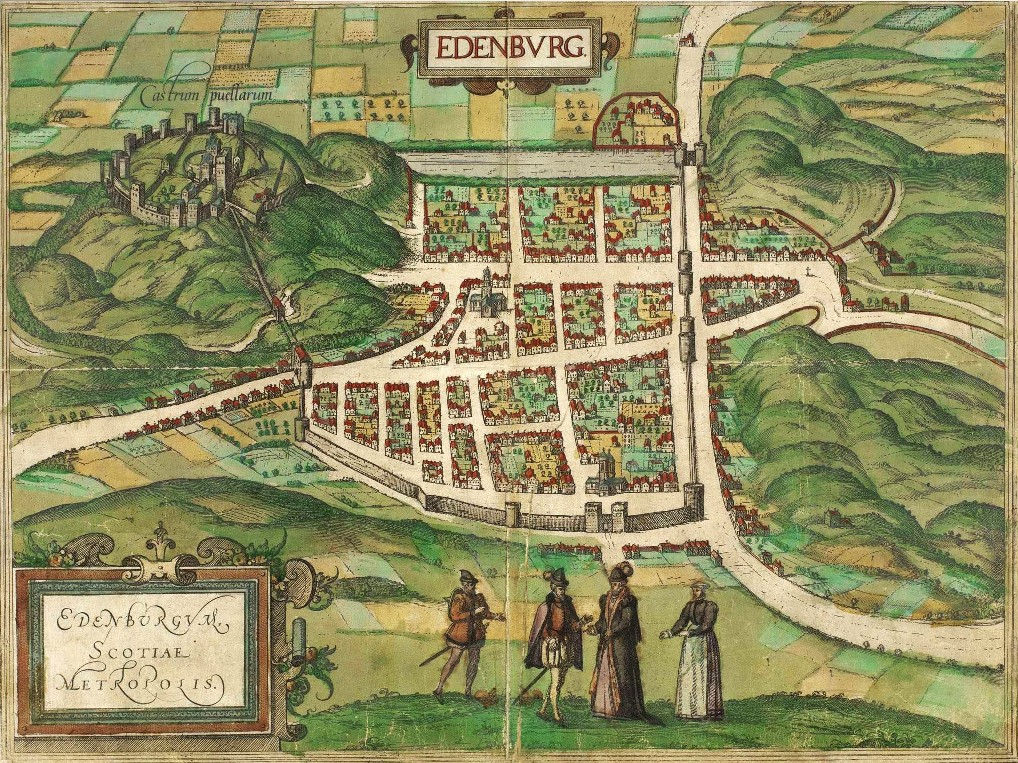
Edimburgo nel XVI secolo, come illustrato nel Civitates orbis terrarum di Braun & Hogenberg.

Nel 1560, in un'epoca in cui la popolazione totale della Scozia era stimata in un milione di persone, la popolazione di Edimburgo raggiunse i 12.000 abitanti, con altri 4.000 in giurisdizioni separate come Canongate e il porto di Leith. Un censimento parrocchiale, nel 1592, registrò 8003 adulti distribuiti uniformemente a sud e a nord di High Street; il 45 per cento degli occupati erano domestici nelle famiglie delle professioni legali e mercantili o nelle case di città della classe proprietaria terriera. Nonostante le periodiche epidemie di peste con alti tassi di mortalità, in particolare nel 1568, 1584-1588 e 1645, la popolazione continuò a crescere costantemente.

## Era della Riforma
La città svolse un ruolo centrale negli eventi che portarono all'instaurazione del protestantesimo nella Riforma scozzese della metà del XVI secolo (vedi Assedio di Leith). Durante il suo breve regno la cattolica Maria, regina di Scozia, tornata in Scozia dalla Francia nel 1561, soffrì della profonda discordia seminata prima del suo arrivo. I nobili protestanti e gli uomini di chiesa temendo che la sua fede personale e la pretesa al trono inglese, in caso di successo, potessero portare alla fine a un ritorno del cattolicesimo, rimasero implacabilmente ostili al suo governo. Sebbene inizialmente fu ben accolta dalla popolazione, la tragica catena di eventi che si svolse durante la sua residenza a Holyrood Palace, inclusi gli omicidi del suo segretario Davide Rizzio e del consorte Henry Darnley, raggiunsero un punto di crisi che portò alla sua abdicazione forzata nel 1567. Attraverso la sua predicazione a St. Giles che chiedeva la sua esecuzione come adultera e assassina uno dei ministri protestanti della città, John Knox, infiammò l'opinione popolare contro Mary. Dopo il suo arresto a Carberry venne detenuta per breve tempo nella casa del prevosto cittadino nell'attuale sede delle Camere della città di Edimburgo prima di essere incarcerata nel castello di Loch Leven. La guerra civile che seguì la sua fuga dalla prigionia, la sconfitta a Langside e la fuga in Inghilterra si concluse con la resa finale dei suoi fedeli sostenitori rimasti nel "Lang Siege" del Castello di Edimburgo nel 1573.

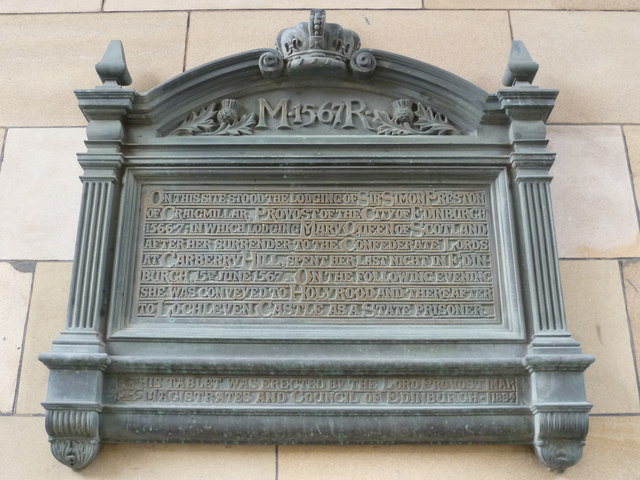
Targa sull'Edinburgh City Chambers dove Maria, regina di Scozia, trascorse la sua ultima notte in città.

Nel 1579, il consiglio comunale di Edimburgo riprese i progetti per l'istituzione di un'università, per la quale aveva già chiesto, ma non ricevuto, l'approvazione da Mary. Il re Giacomo VI alla fine accettò di fondare un college per statuto reale, mentre le università precedenti erano state fondate tramite bolle papali, sottolineando ulteriormente la rottura della Scozia con il cattolicesimo. L'istruzione filosofica e religiosa presso l'istituzione che sarebbe poi diventata l'Università di Edimburgo iniziò nel 1583.
La divisione religiosa interna al protestantesimo scozzese, tra presbiteriani ed episcopaliani, continuò nel XVII secolo, culminando nelle guerre dell'Alleanza e nelle guerre dei tre regni, durante le quali Edimburgo, come sede del parlamento scozzese con il suo "Comitato degli Stati", dominato da Kirk, occupava un posto di rilievo. Il trionfo del presbiterianesimo, nel 1689, determinò la forma stabile della Chiesa di Scozia e portò all'imposizione di un'ortodossia presbiteriana sulla maggior parte del paese e della sua gente.
L'establishment presbiteriano si adoperò per eliminare gli episcopaliani e gli eretici e fece della blasfemia un crimine capitale. Thomas Aikenhead, figlio di un chirurgo della città, di 18 anni, venne incriminato di blasfemia, per ordine del Privy Council, per aver chiamato il Nuovo Testamento "La storia del Cristo impostore"; fu impiccato nel 1696, l'ultima persona ad essere giustiziata per eresia in Gran Bretagna.

## Dall'unione delle Corone all'Unione Parlamentare (XVII secolo)
Nel 1603 il re Giacomo VI di Scozia salì al trono inglese, unendo le monarchie di Scozia e Inghilterra in un'unione regale nota come Unione delle Corone. In tutti gli altri aspetti la Scozia rimase un regno separato mantenendo il Parlamento scozzese a Edimburgo. Il re Giacomo VI si trasferì a Londra dove tenne corte, facendo affidamento su un Consiglio privato per effettuare il suo governo in Scozia. Nonostante avesse promesso di tornare nel suo regno settentrionale ogni tre anni, vi fece ritorno solo una volta, nel 1617.
Nel periodo dal 1550 al 1650, il consiglio comunale di Edimburgo era controllato dai mercanti nonostante gli sforzi degli agenti del re per manipolarlo. I fattori più importanti per ottenere l'ufficio erano lo status sociale, seguito dalla ricchezza; la religione di una persona faceva relativamente poca differenza. Dingwall rileva che il 76% degli uomini ereditava lo status di borghese dal padre o dal suocero.

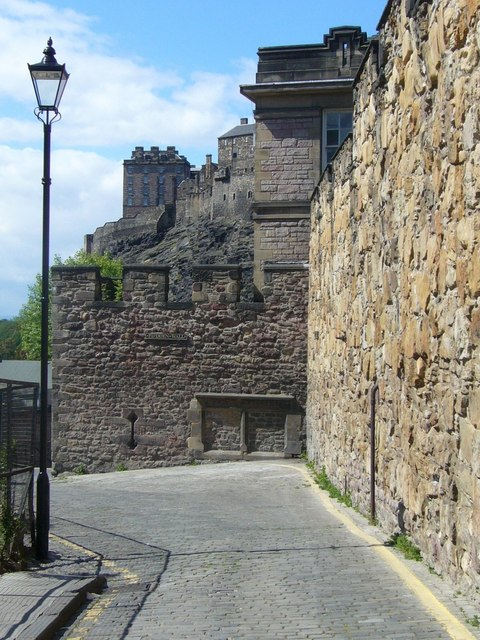
Un bastione superstite del muro di Flodden (di fronte) con la sua estensione del XVII secolo a destra.

La rigida opposizione presbiteriana al tentativo di re Carlo I di introdurre forme anglicane di culto e governo della chiesa nella Chiesa di Scozia culminò nelle Guerre dei Vescovi del 1639 e del 1640, conflitti iniziali nel periodo della guerra civile. Nel 1650, in seguito al sostegno scozzese alla restaurazione di Carlo Stuart sul trono d'Inghilterra, Edimburgo fu occupata dalle forze del Commonwealth di Oliver Cromwell dopo la battaglia di Dunbar. Un tentativo da parte di un esercito scozzese, prevalentemente monarchico, di ribaltare la situazione sul Commonwealth invadendo l'Inghilterra, l'anno successivo, fallì quando Cromwell inflisse una sconfitta finale agli scozzesi nella battaglia di Worcester.
Dopo la battaglia di Dunbar, Cromwell insediò il generale George Monck come suo comandante in capo in Scozia e fu costituito un quartier generale, "The Citadal", a Leith. Nel 1654 a Mercat Cross, agendo per conto di Cromwell, Monck proclamò Cromwell Protettore d'Inghilterra, Irlanda e Scozia e la Scozia fu unita al Commonwealth d'Inghilterra. Durante la confusione che seguì alla morte di Oliver Cromwell, il 3 settembre 1658, Monck rimase silenzioso e vigile a Edimburgo, attento solo a mantenere il controllo sulle sue truppe. Dapprima contemplò il sostegno armato di Richard Cromwell, ma rendendosi conto dell'incapacità di governo del giovane, rinunciò a questa idea e rinnovò la sua politica di attesa. Quindi condusse le sue truppe a sud di Londra, dove svolse un ruolo chiave nella restaurazione della monarchia.
Nel XVII secolo, Edimburgo era ancora racchiusa nei 56 ettari della sua "antica regalità" dalle mura difensive di Flodden e Telfer, costruite principalmente nel XVI secolo come protezione contro una possibile invasione inglese. A causa della ristretta area di terra disponibile per lo sviluppo, le case aumentarono in altezza per ospitare una popolazione sempre in crescita. Gli edifici di 11 piani erano comuni; alcuni, secondo i resoconti dei viaggiatori contemporanei, anche più alti, fino a 14 o addirittura 15 piani. Questi vennero spesso descritti, dai commentatori successivi, come precursori del moderno condominio a molti piani. La maggior parte di queste vecchie strutture vennero successivamente sostituite dagli edifici prevalentemente vittoriani della Città Vecchia.
Nel 1706 e nel 1707, furono approvati gli Atti dell'Unione dai parlamenti di Inghilterra e Scozia che univano i due regni nel Regno di Gran Bretagna. Di conseguenza, il Parlamento della Scozia si fuse con il Parlamento dell'Inghilterra per formare il Parlamento della Gran Bretagna, che sedeva solo a Londra. All'epoca molti scozzesi si opposero all'Unione, provocando rivolte all'interno della città.

## XVIII secolo

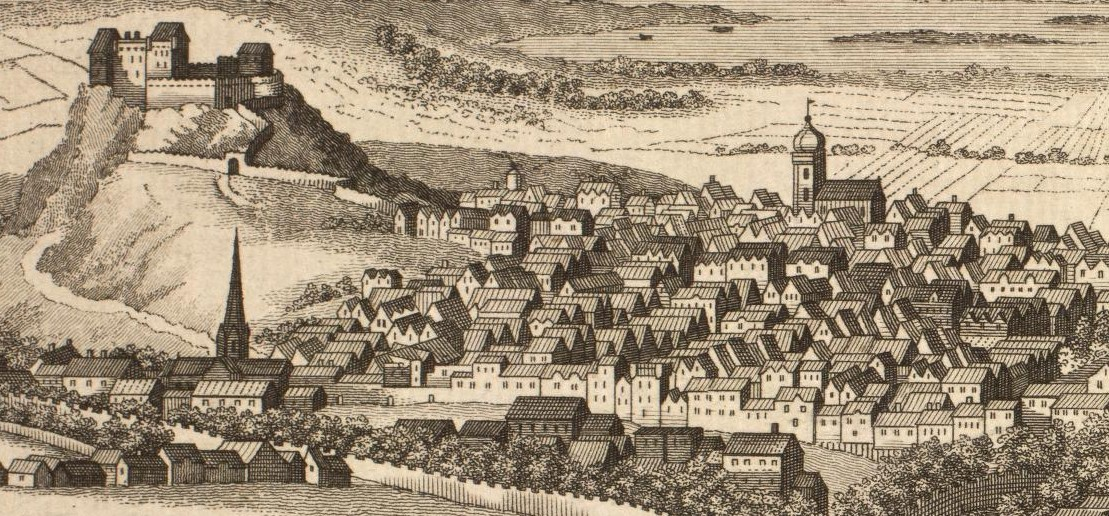
Il castello e il borgo del XVIII secolo.

Entro la prima metà del XVIII secolo, la crescente prosperità fu evidenziata dalla crescita della Bank of Scotland, della Royal Bank of Scotland e della British Linen Bank, tutte con sede in città. Tuttavia Edimburgo era una delle città più densamente popolate, sovraffollate e insalubri di tutta Europa. L'osservazione di Daniel Defoe era tipica di molti visitatori inglesi, "... sebbene molte città abbiano più persone, tuttavia, credo, che questo può essere detto con verità, che in nessuna città al mondo così tante persone vivono in una stanza così piccola come a Edimburgo".
Una caratteristica sorprendente della società di Edimburgo nel XVIII secolo, spesso sottolineata dai visitatori, era la stretta vicinanza e l'interazione sociale delle varie classi sociali. Commercianti e professionisti condividevano gli stessi edifici.
Negli appartamenti delle case alte nei wynds o di fronte alla High Street abitava il popolo, che raggiungeva i suoi vari alloggi per le scale ripide e strette [scale-torri] che erano davvero strade diritte. Nello stesso edificio vivevano famiglie di ogni ceto e ciascuna nel suo appartamento sulla stessa scala: lo spazzino e il servitore nelle cantine, i poveri meccanici nelle soffitte, mentre nei piani intermedi poteva vivere un nobile, un signore, un dottore o un ministro della città, una contessa vedova o uno scrittore; più in alto, sopra le loro teste, abitavano bottegai, maestri di ballo o commessi.

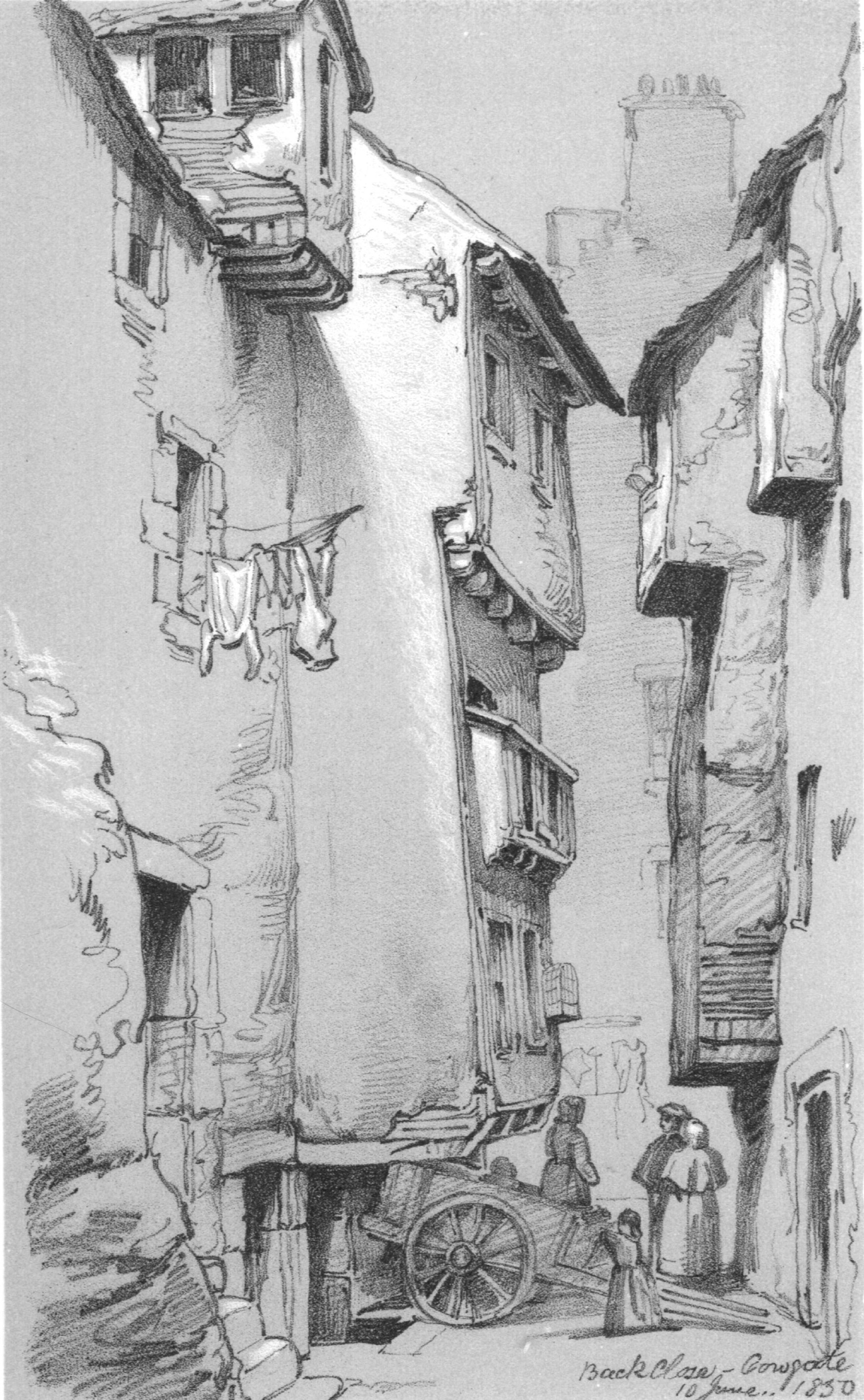
Nel XVIII secolo Edimburgo era un labirinto di stretti vicoli come questo disegnato da James Drummond nel 1850.

Uno storico si è azzardato a suggerire che le stesse condizioni abitative di Edimburgo potrebbero aver avuto un ruolo nel generare lo spirito di indagine sociale associato ai pensatori dell'Illuminismo scozzese: "Le sue alte terre (case popolari) ospitavano una sezione trasversale dell'intera società, i nobili, giudici e servitori che si sfregavano l'uno con l'altro sulla scala comune. Un uomo dalla mente curiosa non avrebbe potuto vivere nella vecchia Edimburgo senza diventare una specie di sociologo."
Durante l'insurrezione giacobita del 1745, Edimburgo fu brevemente occupata dall'"esercito delle Highlands", giacobita, prima della sua marcia in Inghilterra. Dopo la sua sconfitta a Culloden, seguì un periodo di rappresaglie e pacificazioni, in gran parte dirette contro i clan ribelli. A Edimburgo, il consiglio comunale, desideroso di emulare l'architettura georgiana di Londra, per stimolare la prosperità e riaffermare la sua fede nell'Unione, avviò miglioramenti ed espansione della città a nord e a sud del castello.
Sebbene l'idea di un'espansione verso nord fosse stata lanciata per la prima volta intorno al 1680, durante la residenza del duca di York a Holyrood, il catalizzatore immediato per il cambiamento fu una decisione della Convenzione del Royal Burghs, nel 1752, di proporre miglioramenti alla capitale a beneficio del commercio. La Convenzione pubblicò un opuscolo intitolato Proposte per la realizzazione di alcuni lavori pubblici nella città di Edimburgo, che si ritiene sia stato scritto dallo studioso classico Sir Gilbert Elliot e fortemente influenzato dalle idee di Lord Provost George Drummond. Elliot descrisse la città esistente come segue:
Posta sul crinale di una collina, non vi ammette che una buona strada, che va da est a ovest, e anche questa è tollerabilmente accessibile solo da un quartiere. Le strette viuzze che portano a nord e a sud, a causa della loro ripidità, strettezza e sporcizia, possono essere considerate solo come tanti inevitabili fastidi. Confinate dalla piccola circonferenza delle mura, e dagli stretti limiti della regalità, che appena si estende oltre le mura, le case sono più affollate che in qualsiasi altra città d'Europa, e sono costruite ad un'altezza che è quasi incredibile.

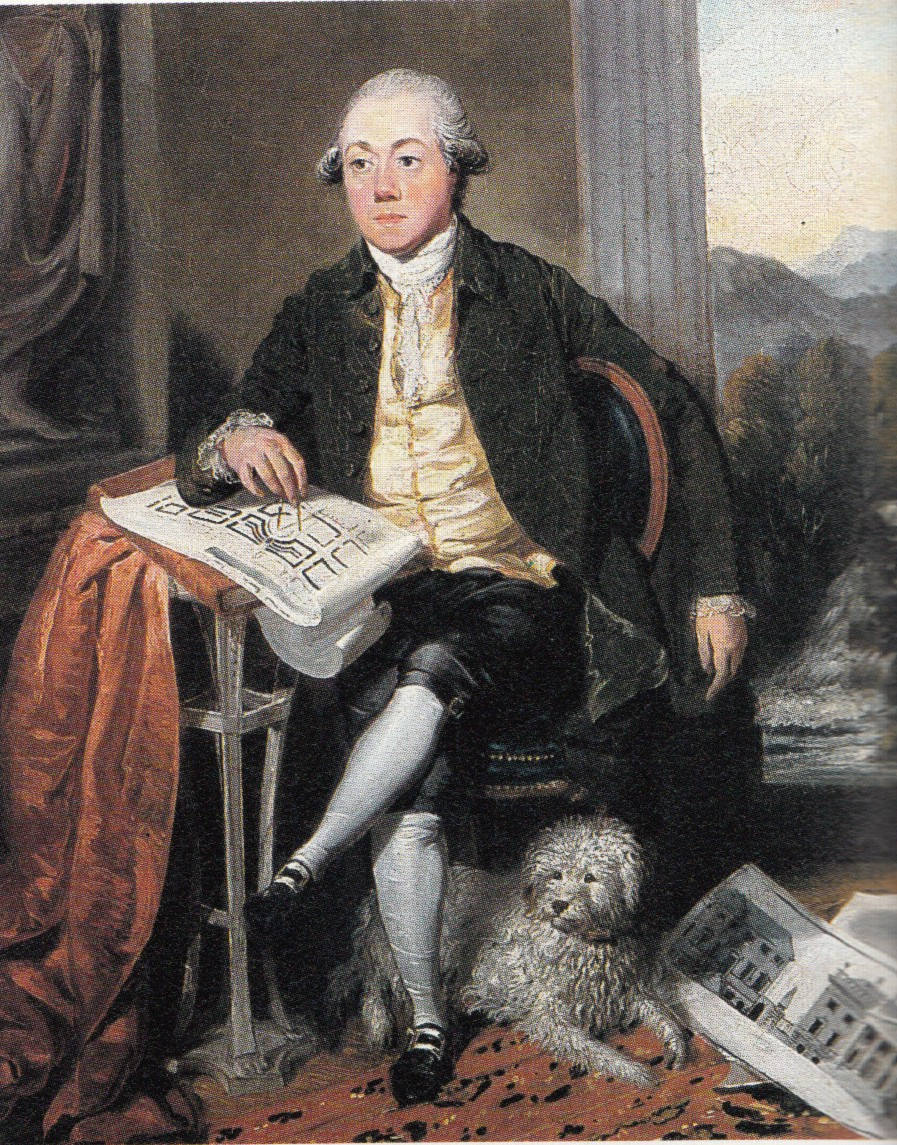
James Craig, il giovane architetto che vinse il concorso per disegnare un piano per la Nuova Città. Ritratto di David Allan

Le proposte di miglioramento prevedevano la costruzione di una nuova Borsa per i mercanti (ora City Chambers), nuovi tribunali e una biblioteca di avvocati, l'espansione a nord e a sud e il prosciugamento del Nor Loch. Man mano che la Nuova Città a nord prendeva forma, il Consiglio Comunale espresse la sua fedeltà all'Unione e al monarca di Hannover Giorgio III nella scelta dei nomi delle strade, ad esempio Rose Street e Thistle Street, e alla famiglia reale: George Street, Queen Street, Hanover Street, Frederick Street e Princes Street (in onore dei due figli di George). La professione di architetto fiorì, così come il prestigio di costruttori, ingegneri e geometri. Alcuni dei più noti specialisti di Edimburgo portarono con successo la loro reputazione tanto da esercitare a Londra.
Dalla fine degli anni 1760 in poi, le classi professionali e commerciali abbandonarono gradualmente la Città Vecchia a favore delle più ambite residenze "unifamiliari" della Città Nuova, con alloggi separati in soffitta o seminterrato per i domestici. Questa migrazione cambiò il carattere sociale di Edimburgo, che Robert Chambers, scrivendo nel 1820, descrisse come:
...una specie di doppia città: la prima, un'antica e pittoresca collina, occupata principalmente dalle classi più umili e la seconda, elegante e moderna, con molta regolarità d'aspetto, e posseduta quasi esclusivamente dalla parte più raffinata della società.
Secondo Youngson, il principale storico di questo sviluppo, "l'unità del sentimento sociale era uno dei patrimoni più preziosi della vecchia Edimburgo, e la sua scomparsa venne ampiamente e adeguatamente lamentata". La Città Vecchia divenne dimora dei poveri. Osservando le sue condizioni negli anni 1770, un visitatore inglese, che aveva viaggiato molto, riferì che "Nessun popolo al mondo subisce maggiori difficoltà, o vive in un grado peggiore di miseria e povertà, rispetto alle classi inferiori qui". Dal 1802 in poi si sviluppò una Seconda città nuova a nord dell'originale Città Nuova di James Craig.

## Illuminismo scozzese

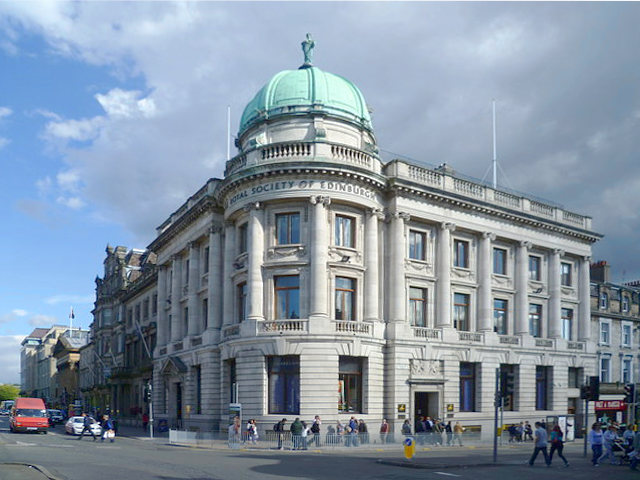
Sede della Royal Society di Edimburgo in George Street.

L'unione con l'Inghilterra, nel 1707, significò la fine del Parlamento scozzese e vide membri del parlamento e aristocratici trasferirsi a Londra. Il diritto scozzese, tuttavia, rimase del tutto separato da quello inglese, con il risultato che i tribunali e le professioni legali continuarono ad esistere a Edimburgo; così come l'Università e le istituzioni mediche. Avvocati, teologi presbiteriani, professori, medici e architetti formarono una nuova élite intellettuale della classe media che dominò la città e facilitò l'Illuminismo scozzese.
Dalla fine del 1740 in poi, Edimburgo iniziò a guadagnare una reputazione internazionale come centro di idee, specialmente in filosofia, storia, scienza, economia e medicina. La Facoltà di Medicina dell'Università di Edimburgo, fondata nel 1726, attirò presto studenti da tutta la Gran Bretagna e dalle colonie americane. Il suo principale sponsor fu Archibald Campbell I conte di Islay, poi III duca di Argyll, il leader politico più influente della Scozia. Servì da modello per la scuola di medicina presso l'Università della Pennsylvania a Filadelfia.

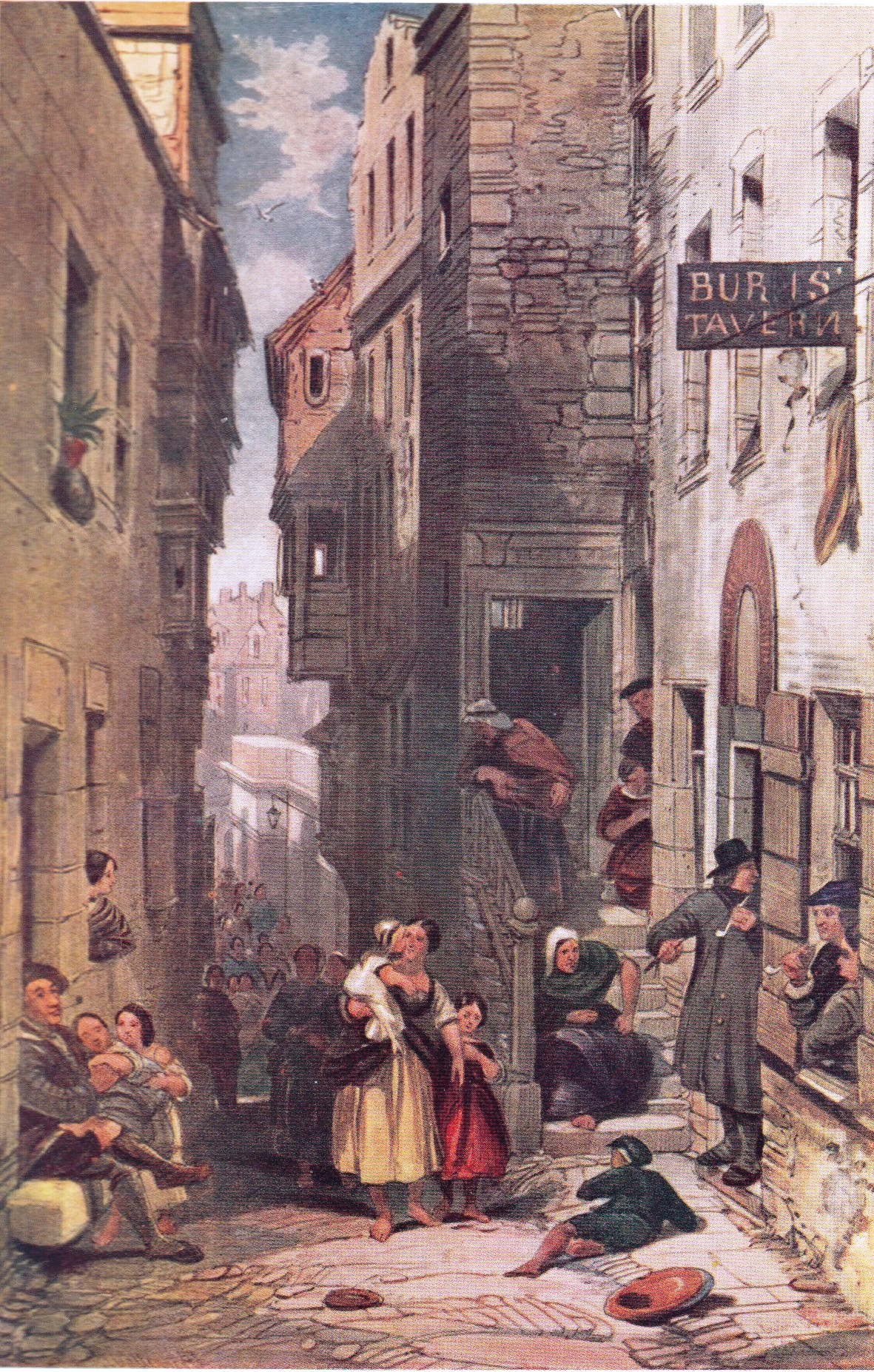
Dipinto raffigurante, a destra, l'ingresso della taverna "Johnnie Dowie's" frequentata da illuministi come David Hume

I principali pensatori del periodo includevano David Hume, Adam Smith, James Hutton, Joseph Black, John Playfair, William Robertson, Adam Ferguson e i giuristi Lord Kames e Lord Monboddo. Si incontravano spesso, per intense discussioni, alla The Select Society e, più tardi, al The Poker Club. La Royal Society di Edimburgo, fondata nel 1783, divenne l'Accademia nazionale delle scienze e delle lettere della Scozia. Lo storico Bruce Lenman afferma che la loro "conquista centrale è stata una nuova capacità di riconoscere e interpretare i modelli sociali".
Nel 1728 venne costituita la Edinburgh Musical Society da amanti della musica benestanti. Nel 1763 costruirono la St Cecilia's Hall in Niddry Street come sala da concerto privata. Sponsorizzarono musicisti professionisti e aprirono i concerti alle loro donne. Venne assunto il flautista e compositore Francesco Barsanti con uno stipendio di £ 50. La Società aveva stretti legami con le logge massoniche della città e fu sciolta nel 1797. Un visitatore inglese della città, il poeta Edward Topham, descrisse l'intenso interesse di Edimburgo per la musica nel 1775:
"In effetti, il grado di attaccamento che viene mostrato alla musica in generale in questo paese, supera la credenza. Non è solo il principale intrattenimento, ma il costante argomento di conversazione; ed è necessario non solo esserne un amante, ma possedere una conoscenza della scienza per rendersi gradevole alla società".
Tra i visitatori influenti di Edimburgo c'era Benjamin Franklin di Filadelfia che vi si recò nel 1759 e nel 1771 per incontrare importanti scienziati e pensatori. Franklin, che fu ospitato dal suo caro amico David Hume, concluse che l'Università possedeva "un insieme di uomini veramente grandi, professori di diversi rami della conoscenza, come mai apparsi in qualsiasi epoca o paese". Il romanziere Tobias Smollett fece descrivere a uno dei suoi personaggi in The Expedition of Humphry Clinker la città come un "focolaio di geni". Thomas Jefferson, scrivendo al filosofo Dugald Stewart, nel giugno 1789, dichiarò che, per quanto riguardava la scienza, "nessun posto al mondo può pretendere di competere con Edimburgo".
Rappresentante dell'impatto di vasta portata dell'Illuminismo scozzese fu la nuova Encyclopædia Britannica, progettata a Edimburgo da Colin Macfarquhar, Andrew Bell e altri. Fu pubblicata per la prima volta in tre volumi tra il 1768 e il 1771, con 2.659 pagine e 160 incisioni, e divenne rapidamente un'opera di riferimento standard nel mondo di lingua inglese. La quarta edizione (1810) arrivò a 16.000 pagine in 20 volumi. L'Enciclopedia continuò a essere pubblicata a Edimburgo fino a quando non fu venduta a un editore statunitense nel 1898. L'Edinburgh Review, fondata nel 1802, divenne una delle riviste intellettuali più influenti della Gran Bretagna del XIX secolo (la sua pubblicazione continuò fino al 1929). Sotto il suo famoso editore Francis Jeffrey (1773-1850) promosse il Romanticismo e la politica Whig.
A partire dal 1820 circa la città acquisì i suoi soprannomi di "Atene moderna" e "Atene del nord" a causa di una percepita somiglianza nella topografia, nell'architettura neoclassica dei suoi nuovi edifici pubblici e nella Città Nuova, e non ultima la sua reputazione di centro intellettuale.

## XIX secolo

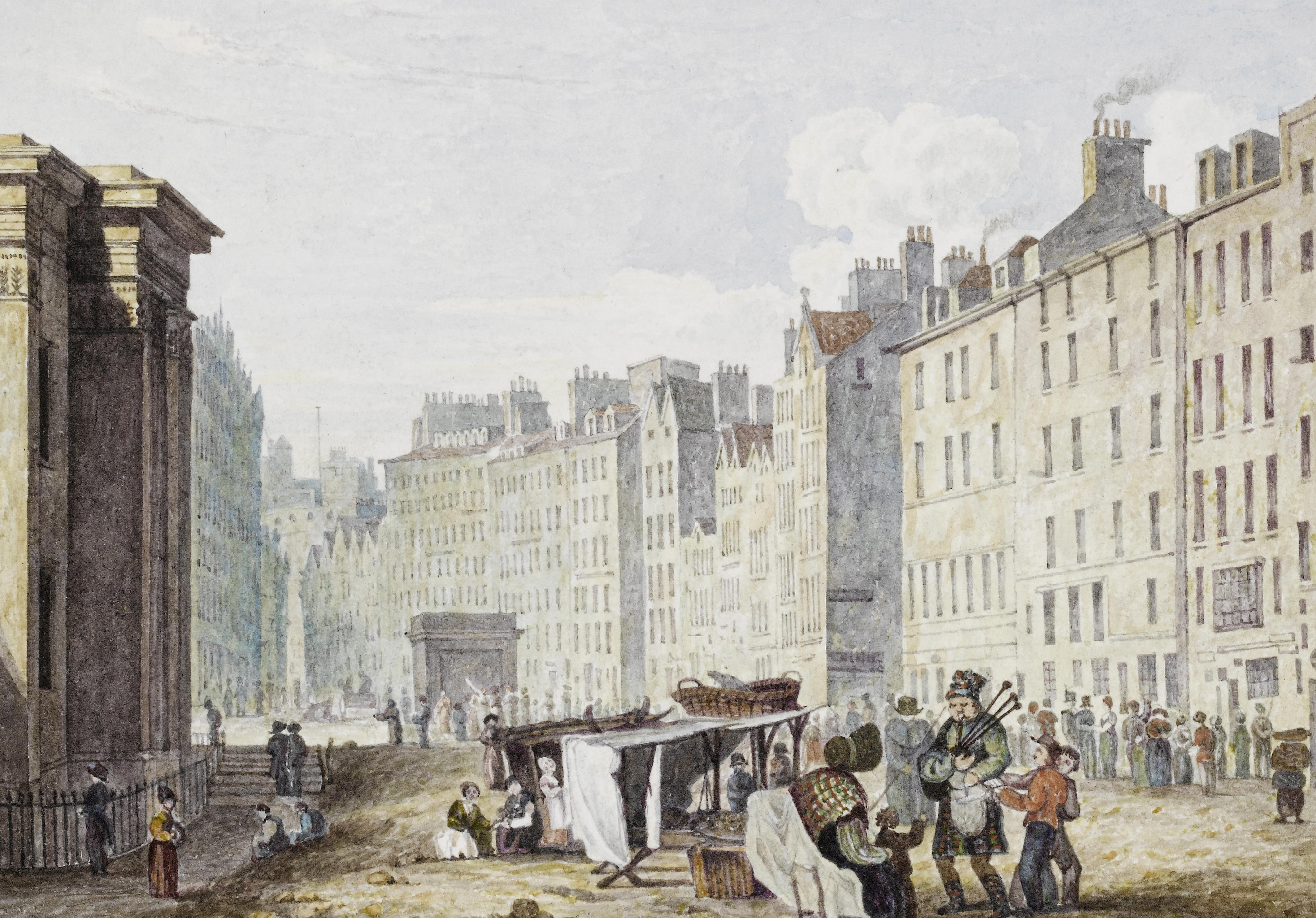
Veduta del Royal Mile, 1827

Sebbene le tradizionali industrie di stampa, produzione di birra e distillazione di Edimburgo fossero continuate a crescere nel XIX secolo e fossero state raggiunte da nuove aziende nel settore della gomma, dell'ingegneria e dei prodotti farmaceutici, c'era poca industrializzazione rispetto ad altre città in Gran Bretagna. Nel 1821, Edimburgo era stata superata da Glasgow come la più grande città della Scozia. Glasgow aveva inizialmente beneficiato del commercio atlantico con il Nord America ed era divenuta un importante centro manifatturiero dell'Impero britannico. Il centro di Edimburgo, tra Princes Street e George Street, era diventato un quartiere prevalentemente commerciale, spazzando via la maggior parte dell'architettura georgiana originale di quella parte della Città Nuova. Questo sviluppo era stato in parte stimolato dall'avvento delle ferrovie che penetravano nel centro della città da est e da ovest negli anni 1840.
Nel frattempo il centro storico continuava a decadere in uno slum sempre più fatiscente e sovraffollato con alti tassi di mortalità ed era praticamente segregato socialmente dal resto della città. Ciò era particolarmente vero dove la suddivisione delle case popolari offriva gli alloggi più economici in stretti vicoli che facevano da sfondo ai famigerati "omicidi del porto occidentale" di Burke e Hare. Nel 1865 Alexander Smith scrisse di uno dei distretti più poveri:
Il Cowgate è la parte irlandese della città. Edimburgo la scavalca con i ponti: gli abitanti sono moralmente e geograficamente di ordini inferiori. Se ne stanno nei loro alloggi e raramente escono alla luce del giorno. Molti non hanno mai messo piede in strada: la condizione degli abitanti è tanto poco nota alla rispettabile Edimburgo quanto le abitudini delle talpe, dei lombrichi e della popolazione mineraria. La gente del Cowgate raramente visita le strade superiori.
In seguito alla pubblicazione del Rapporto del Dr. Henry Littlejohn sulle condizioni sanitarie della città di Edimburgo, nel 1865, furono effettuati importanti miglioramenti delle strade nella Città Vecchia sotto Lord Provost William Chambers e l'Edinburgh City Improvement Act del 1867 diede inizio alla trasformazione dell'area nel centro storico prevalentemente vittoriano visto oggi. In contrasto con la Città Nuova, molti degli edifici erano nello stile architettonico noto come baronale scozzese, che è stato descritto come un contributo particolarmente scozzese al revival gotico in armonia con il carattere "medievale" percepito della Città Vecchia. L'eliminazione delle baraccopoli portò a una diminuzione del tasso di mortalità, ma la mancanza di nuove abitazioni economiche portò altri distretti poveri a diventare più sovraffollati e a degenerare in baraccopoli. L'esperienza dimostrò ai riformatori che i progetti futuri dovevano includere nuove abitazioni economiche.
Nella sfera intellettuale, dal 1832 al 1844, l'Edinburgh Journal di Chambers fu il periodico più letto in Gran Bretagna, con una tiratura di oltre 80 000 copie. A cura dei fratelli Chambers, Robert e William, applicava la filosofia dell'utilitarismo a questioni pratiche. Gli articoli esaminavano una vasta gamma di problemi sociali tra cui povertà, alcolismo, analfabetismo, servizi igienico-sanitari, condizioni di lavoro, criminalità e malattie mentali.

## XX secolo

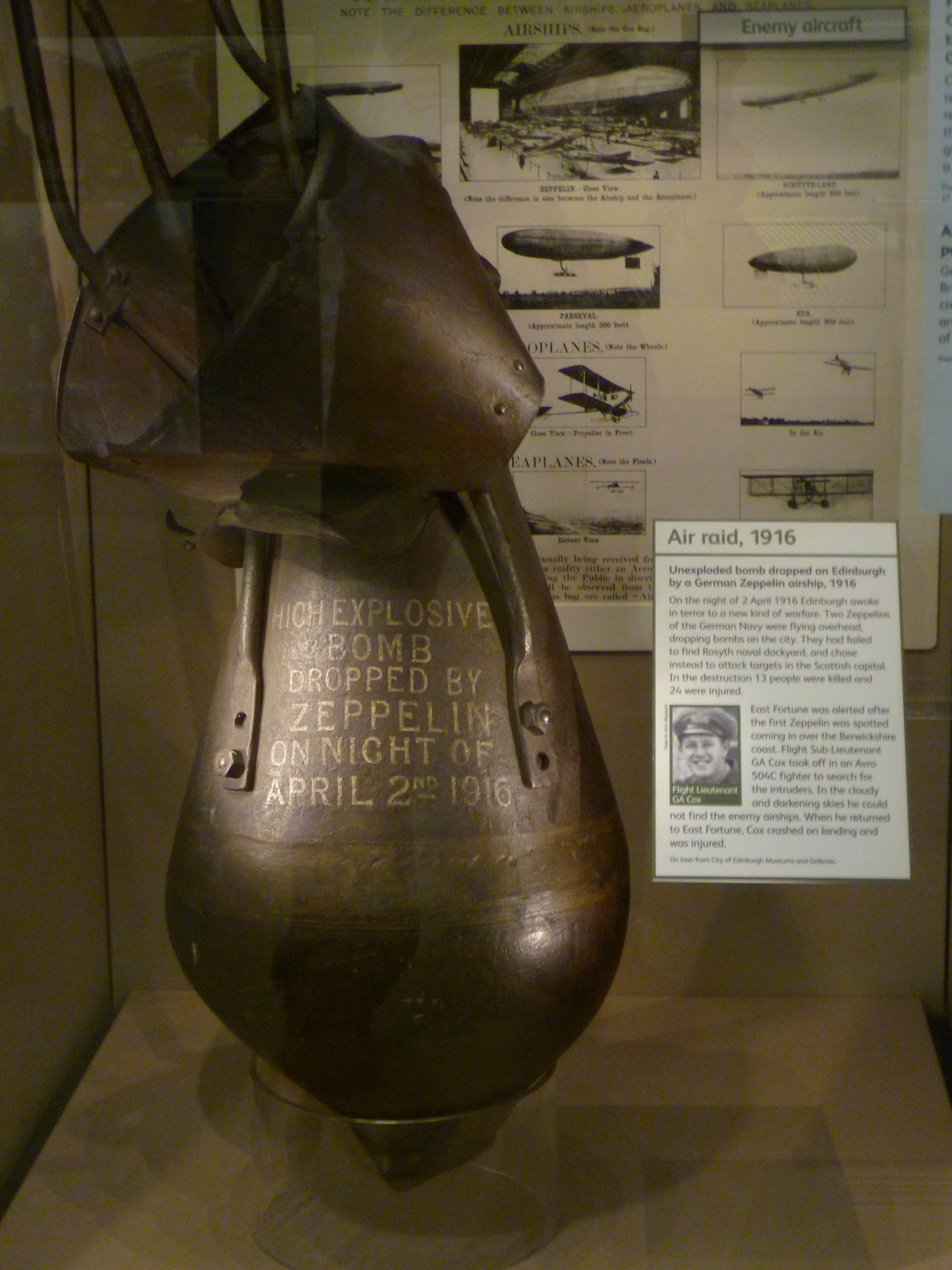
Bomba inesplosa ritrovata dopo il raid dello Zeppelin dell'aprile 1916

Durante la prima guerra mondiale, Edimburgo fu bombardata, nella notte tra il 2 e il 3 aprile 1916. Due Zeppelin tedeschi sganciarono bombe esplosive e incendiarie, tra gli altri luoghi, su Leith, il Mound, Lothian Road, Castle Rock e Grassmarket. Ne risultarono undici morti tra i civili, numerosi feriti e danni materiali.
A causa della sua relativa mancanza di industrie, Edimburgo non fu presa di mira come parte della campagna di bombardamenti tedeschi contro le città britanniche nella prima parte della seconda guerra mondiale. Il porto di Leith fu colpito il 22 luglio 1940 quando una bomba di 450 kg cadde sull'Albert Dock, anche se non è chiaro se l'obiettivo originariamente previsto fosse stato il ben difeso Rosyth Dockyard. Le bombe furono sganciate in almeno altre 11 occasioni tra il giugno 1940 e il luglio 1942 in quelli che sembrano essere stati attacchi opportunistici da parte di bombardieri che scaricavano il loro carico rimanente mentre tornavano dall'obiettivo principale (ad es. Clydebank o Belfast). La città scampò quindi a gravi perdite di vite umane e danni durante la guerra e ne uscì quasi completamente indenne.
La comunità cattolica irlandese affiatata, che era il risultato di un costante afflusso di immigrati irlandesi nel secolo precedente, formò una sottocultura distintiva nella città. Seán Damer ricorda di essere cresciuto negli anni 1940 e 1950 nei quartieri cattolici irlandesi della classe operaia. Descrive una cultura cattolica circondata dall'animosità protestante ed esclusa dal potere. Era caratterizzata da introversione sociale, conformismo e rituale, nonché da "una marcata restrizione degli orizzonti intellettuali, culturali e politici".
Miglioramenti più frammentari al centro storico seguirono all'inizio del XX secolo su iniziativa del pionieristico urbanista Patrick Geddes, che descrisse il suo lavoro come "chirurgia conservativa", ma un periodo di relativa stagnazione economica, attraverso le due guerre mondiali e le loro conseguenze, vide il suo tessuto deteriorarsi ulteriormente prima che il grande smantellamento delle baraccopoli negli anni 1960 e 1970 iniziasse a invertire il processo. Anche così, la sua popolazione diminuì di oltre due terzi (a 3.000) tra il 1950 e il 1975 e di 292 case nel Cowgate nel 1920 solo otto ne erano rimaste nel 1980. A metà degli anni 1960, l'area operaia di Dumbiedykes fu spazzata via quasi da un giorno all'altro e l'area di George Square, che rappresentava la maggior parte dell'espansione originaria della città verso sud nel XVIII secolo, cadde vittima dei nuovi sviluppi edilizi dell'Università. Il sobborgo medievale di Potterrow, che si trovava fuori dalle mura della città ed era stato ricostruito in epoca vittoriana, fu cancellato. Alla fine degli anni 1960, tali sviluppi percepiti da molti come incompatibili con il carattere storico della città, insieme all'ulteriore rimodellamento di sezioni di Princes Street, spinsero l'eminente storico Christopher Smout a sollecitare i suoi cittadini "a salvare la Città Nuova dal vandalismo di abbandono e sviluppo portato avanti oggi con il consenso dell'attuale consiglio, le cui lacrime di coccodrillo e le belle esibizioni non fanno assolutamente nulla per fermare lo stupro della capitale da parte dei costruttori".

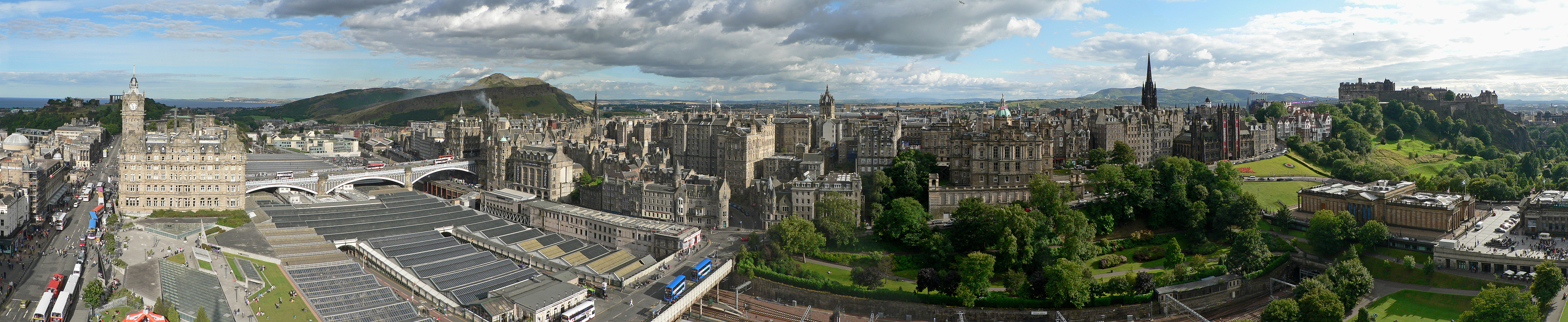
Panorama di Edimburgo, visto dal Monumento a Scott

## Recenti sviluppi

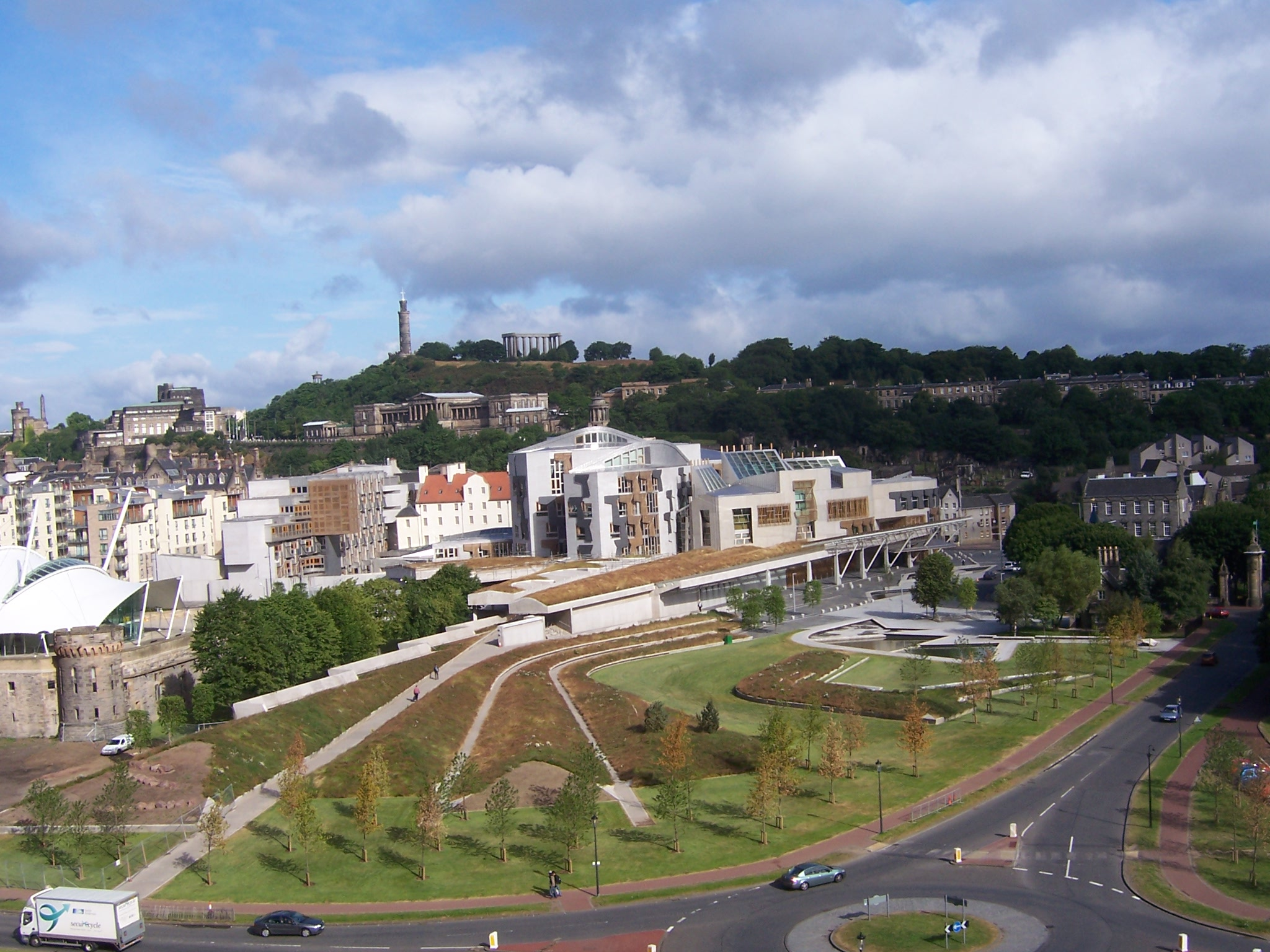
Il Palazzo del Parlamento scozzese con Calton Hill sullo sfondo

Dagli anni 1990 è cresciuto un nuovo "distretto finanziario", incluso un nuovo Centro Congressi Internazionale di Edimburgo, principalmente su una proprietà ferroviaria demolita a ovest del castello, estendendosi a Fountainbridge, un sobborgo industriale del XIX secolo in rovina che ha subito cambiamenti radicali dagli anni 1980 con la fine degli stabilimenti industriali e della birreria. Questo continuo sviluppo ha permesso al distretto di Edimburgo di mantenere il suo posto come il secondo più grande centro finanziario e amministrativo del Regno Unito dopo Londra. I servizi finanziari rappresentano ora un terzo di tutti gli spazi per uffici commerciali della città. Lo sviluppo dell'Edinburgh Park, un nuovo parco commerciale e tecnologico che copre 15 ettarii, a 6,5 km a ovest del centro città, è stato anche un elemento chiave nella strategia del Consiglio distrettuale per la rigenerazione economica della città.
Nel 1998, lo Scotland Act, entrato in vigore l'anno successivo, ha istituito un parlamento scozzese decentrato e un esecutivo scozzese (ribattezzato governo scozzese dal settembre 2007). Entrambi con sede a Edimburgo, sono responsabili del governo della Scozia, mentre questioni riservate come la difesa, la tassazione e gli affari esteri rimangono di competenza del Parlamento di Westminster a Londra.